# Sidi Ben Adda
Sidi Ben Adda (în arabă سيدي بن عدة) este o comună din provincia Aïn Témouchent, Algeria.
Populația comunei este de 14.086 de locuitori (2010).